# ギリシア史
『ギリシア史』（ギリシアし）、あるいは『ヘレニカ』（へレーニカ、古希: Ἑλληνικά、古代ギリシア語ラテン翻字: Hellēniká）は、古代ギリシアの著述家クセノポンが著した歴史書である。原著は全7巻で、トゥキュディデスの『戦史』を引き継いで、紀元前411年から紀元前362年までの約50年にわたるギリシアの各ポリスの動向を扱っている。

## 概要
トゥキュディデスの『戦史』は、27年間続いたペロポネソス戦争（紀元前431年 - 紀元前404年）の全期間を記述するはずだった。しかし、理由は不明であるがトゥキディデスの筆は紀元前411年の記述で止まったため、未完となってしまった。
クセノポンはその後を受け継ぐ『ギリシア史』を著して、ペロポネソス戦争についての記述を完結するとともに、さらにその後の紀元前362年のマンティネイアの戦いまでの歴史を記述した。
『ギリシア史』はクセノポンがスパルタに身を寄せていたせいかその記述はスパルタに好意的であり、客観性に問題がないとは言えない。これはスパルタの敵対者への無視、軽視へも繋がっており、例えばレウクトラの戦いの記述では、勝利の立役者エパメイノンダスへの言及はなく、エパメイノンダスが『ギリシア史』に登場するのはそれよりもっと後である（詳しくは下記の訳書の「解説」を参照）。

## 日本語訳
- クセノポン『ギリシア史』全2巻、根本英世訳、京都大学学術出版会〈西洋古典叢書〉、1998-99年

ISBN 978-4876981106、ISBN 978-4876981144